# Cougars de Washington State
Les Cougars de Washington State (en anglais : Washington State Cougars) sont un club omnisports universitaire qui se réfère aux équipes féminines et masculines de l'Université d'État de Washington basée à Pullman  dans l'État de Washington. 
Ses équipes participent aux compétitions universitaires organisées par la National Collegiate Athletic Association (NCAA) en tant que membre de la Pacific-12 Conference. 
Le programme des Cougars le plus réputé est celui de football américain qui a remporté le titre de conférence Pac-10 à égalité en 1997 et 2002. Signant une saison régulière parfaite en 1915 avec 13 victoires sans défaite, les Cougars terminent par le Rose Bowl 1916 en s'imposant 14 à 0 face à Bears de Brown. Malgré ces résultats, l'équipe n'est pas proclamée championne nationale (voir Championnat NCAA de football américain).
La rivalité entre Washington State et les Huskies de Washington atteint son paroxysme à l'occasion du match de football américain opposant traditionnellement les deux formations en fin de saison. C'est l'Apple Cup qui est joué depuis 1900. Fin 2024, ce sont les Huskies qui mènent la série avec 76 victoires contre 34 pour Washington State.
L'autre sport important à Washington State est le basket-ball malgré une nette baisse d'intérêt des fans depuis les années 1990. Les Cougars ont disputè la finale nationale NCAA en 1941, mais ils s'inclinent 34 à 39 face aux Badgers du Wisconsin.

## Palmarès
- Rose Bow 1916

## Rivalités
- Huskies de Washington (Apple Cup)
- Vandals de l'Idaho
- Bulldogs de Gonzaga (basket-ball)

## Galerie

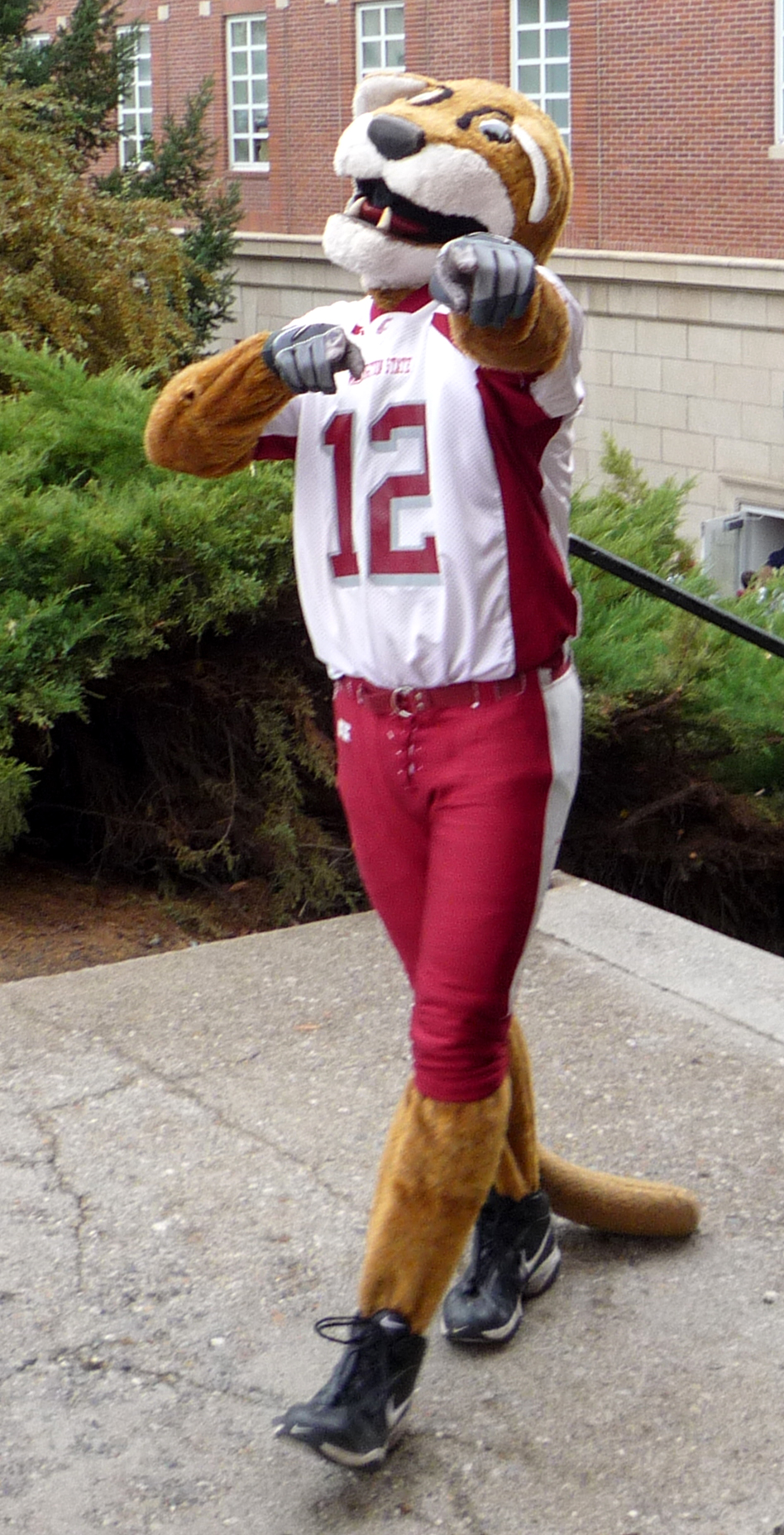
La mascotte Butch T. Cougar.